# Eutektoid
Ein Eutektoid ist das meist lamellenartig geschichtete Produkt des Zerfalls einer kristallinen Phase in zwei kristalline Phasen, {\displaystyle \gamma \rightarrow \alpha +\beta .} Dieser Phasenübergang geschieht durch Diffusion im festen Zustand, während ein Eutektikum aus einer flüssigen Phase entsteht. Ein Beispiel ist die Umwandlung von Eisen-Kohlenstoff-Mischkristallen zu Perlit.
Die Eutektoide ist im Eisen-Kohlenstoff-Diagramm die isotherme Linie P-S-K durch den eutektoiden Punkt S, bei dessen Zusammensetzung die Phase {\displaystyle \gamma } die kälteste (bezüglich der Temperatur niedrigste) Stabilitätsgrenze aufweist, entsprechend der Eutektikalen durch den eutektischen Punkt.